# 長體笛鯛
長體笛鯛，為輻鰭魚綱鱸形目鱸亞目笛鯛科的其中一種，分布於東太平洋區，從墨西哥至秘魯海域，棲息深度可達40公尺，體長可達34公分，棲息在沿海珊瑚礁、岩礁海域，成群活動，屬肉食性，以魚類、無脊椎動物等為食，可做為食用魚及遊釣魚。